# Blízká i vzdálená
Blízká i vzdálená je páté řadové album zpěvačky Ilony Csákové.
Vyšlo v březnu 1999. Tentokrát se interpretka pokusila po svém vplout do vln hudby italského popu. Nafotila buklet luxusních fotografií přímo na ostrově Sicílii. Album bylo v hitparádě prodeje v ČR i SR oceněno platinovou deskou. Prodalo se asi 58 000 nosičů.

## Seznam skladeb
1. „Tornero“ (3:40)
2. „Zavři oči když se červenám“ (2:08)
3. „Blízká i vzdálená“ (3:39)
4. „Jedno tajemství“ (2:56)
5. „Z noční dálky“ (4:33)
6. „Múza bloudí nocí“ (3:36)
7. „Dříve tak jako teď“ (2:50)
8. „Co s tím klukem“ (4:01)
9. „Bouře“ (4:35)
10. „Hádanka“ (3:42)
11. „Popletená holka“ (3:15)
12. „Nemusíš zůstat“ (4:16)
13. „Zahoď klíče od mých pout“ (4:21)
14. „Slova záhadná/Padre“ (5:21) – duet s Davidem Matiollim
15. „Tak mi nech můj svět“ (3:14)
16. „Ztráta soukromí“ (3:44)
17. „Na co právě asi myslíš“ (3:34)

## účinkují
| Zpěv                  | Ilona Csáková                                                                            | Ilona Csáková                                                                            |
| Vokály                | Athina Langoská, Naďa Wepperová, Šárka Marková, Petr Kolář, Ondřej Skopový, Jiří Škorpík | Athina Langoská, Naďa Wepperová, Šárka Marková, Petr Kolář, Ondřej Skopový, Jiří Škorpík |
| Bicí                  | Tomáš Brožek, Ondřej Žatečka                                                             | Tomáš Brožek, Ondřej Žatečka                                                             |
| Kytary                | Alfréd Bittner, Vladimír Kočandrle, Martin Lehký, Jan Rejent                             | Alfréd Bittner, Vladimír Kočandrle, Martin Lehký, Jan Rejent                             |
| Klávesy, programování | Pavel Lochman, Petr Panocha, Pavel Větrovec ml.                                          | Pavel Lochman, Petr Panocha, Pavel Větrovec ml.                                          |
| Piano                 | Jiří Škorpík                                                                             | Jiří Škorpík                                                                             |
| Perkuse               | Miloš Vacík, Pavel Větrovec ml.                                                          | Miloš Vacík, Pavel Větrovec ml.                                                          |
| Smyčce                | Hana Vrbová, Jana Svobodová, Lukáš Kroft                                                 | Hana Vrbová, Jana Svobodová, Lukáš Kroft                                                 |